# Buongiorno, notte
Buongiorno, notte è un film del 2003, diretto da Marco Bellocchio.
La trama è ripresa liberamente dal libro del 1998 Il prigioniero della ex brigatista Anna Laura Braghetti, dove si narra del rapimento, della detenzione e dell'omicidio, da parte delle Brigate Rosse, di Aldo Moro, fatti avvenuti nel 1978.

## Trama
Attraverso un resoconto che mescola la narrazione del romanzo con documenti televisivi originali dell'epoca, il regista rievoca il dramma umano dello statista Aldo Moro e il dubbio che si era fatto strada in Chiara, una delle brigatiste. Il doppio livello narrativo ci presenta drammatici stralci degli "interrogatori" a cui lo statista fu sottoposto durante la sua detenzione, e proiezioni oniriche che culminano con la sua ipotetica liberazione.

## Produzione
Il film è stato prodotto da Filmalbatros e Rai Cinema in collaborazione con Sky Italia, e distribuito nelle sale dalla 01 Distribution. È stato riconosciuto come d'interesse culturale nazionale dalla Direzione Generale per il Cinema del Ministero per i Beni e le Attività Culturali italiano, in base alla delibera ministeriale del 17 giugno 2002.

### Sceneggiatura
Il titolo della pellicola viene dalla poesia Buongiorno, mezzanotte di Emily Dickinson, nella traduzione del 2001 a opera del poeta e romanziere Nicola Gardini, che per primo ha utilizzato la forma «Buongiorno, notte».
Oltre al libro di Anna Laura Braghetti, il regista ha preso ispirazione da altre fonti; ad esempio, la frase pronunciata dal capo dei brigatisti, Mariano, per motivare i suoi, cioè che l'uccisione imminente di Moro "è il più alto atto di umanità possibile in una società divisa in classi", è ripreso direttamente da un comunicato letto il 10 maggio nell'aula di tribunale alla caserma La Marmora di Torino, dai fondatori incarcerati delle BR, Renato Curcio e Alberto Franceschini: «... Ecco perché noi sosteniamo che l'atto di giustizia rivoluzionaria esercitato dalle Brigate Rosse nei confronti del criminale politico Aldo Moro, (...), è il più alto atto di umanità possibile per i proletari comunisti e rivoluzionari, in questa società divisa in classi».

### Cast
Maya Sansa è Chiara, la brigatista assalita da scrupoli di coscienza: il personaggio, seppur di fantasia, è un calco delle figure di Anna Laura Braghetti, autrice del libro a cui è ispirato il film, e di Adriana Faranda, quest'ultima tra i primi "dissociati" dopo il delitto Moro e che, assieme al compagno Valerio Morucci, votò contro la decisione di uccidere lo statista.
Il compito di interpretare l'ex presidente del Consiglio italiano e della Democrazia Cristiana spetta invece a Roberto Herlitzka. Gli altri terroristi, personaggi ispirati a Mario Moretti, Germano Maccari, Prospero Gallinari e altri, sono impersonati da Luigi Lo Cascio, Pier Giorgio Bellocchio e Giovanni Calcagno, rispettivamente Mariano, Ernesto e Primo. Paolo Briguglia è un collega di Chiara, infine Giulio Bosetti presta il volto a papa Paolo VI, amico personale di Moro.

## Colonna sonora
Le musiche originali del film sono state composte da Riccardo Giagni. La colonna sonora del film comprende anche composizioni di Franz Schubert, Giuseppe Verdi e Jacques Offenbach, oltre a due delle più note canzoni dei Pink Floyd, The Great Gig in the Sky e Shine On You Crazy Diamond – ad esempio mentre Chiara vede in televisione le immagini dei partigiani fucilati dai nazisti, mentre legge le Lettere di condannati a morte della Resistenza italiana (8 settembre 1943 - 25 aprile 1945) –, quest'ultima utilizzata anche nel trailer; la canzone che gli ex partigiani cantano è, invece, Fischia il vento.

## Accoglienza

### Incassi
Uscita nelle sale in contemporanea con la sua presentazione alla 60ª Mostra internazionale d'arte cinematografica di Venezia nel settembre 2003, la pellicola è diventata il maggiore successo di Marco Bellocchio al cinema, con circa 4 000 000 di euro di incassi Cinetel.

### Critica
Selezionato in concorso alla 60ª Mostra internazionale d'arte cinematografica di Venezia, il film ha ottenuto un rilevante successo di critica, venendo apprezzato sia dai parenti di Aldo Moro sia da alcuni ex brigatisti, come Gallinari e Morucci, con quest'ultimo che si è espresso in merito: «I suoi amici negavano autenticità alle sue lettere mentre alcuni di noi, nel leggerle, ci trovavamo ad associarle a quelle dei condannati a morte della Resistenza. Questo il film lo sottolinea, ed è proprio vero. Fu una cosa sconvolgente».
Nonostante fosse il favorito per la vittoria del Leone d'oro, il film ricevette solo un premio "per un contributo artistico individuale di particolare rilievo", suscitando per questo molte polemiche tra gli addetti ai lavori; lo stesso regista Marco Bellocchio, deluso, abbandonò la manifestazione, delegando all'attore Luigi Lo Cascio il compito di ritirare il premio ottenuto.

## Riconoscimenti
- 2004 - David di Donatello
  - Miglior attore non protagonista a Roberto Herlitzka
  - Candidatura Miglior film
  - Candidatura Miglior regista a Marco Bellocchio
  - Candidatura Migliore sceneggiatura a Marco Bellocchio
  - Candidatura Migliore attrice protagonista a Maya Sansa
  - Candidatura Migliore montaggio a Francesca Calvelli
  - Candidatura Migliore sonoro a Gaetano Carito
- 2004 - Nastro d'argento
  - Migliore attore protagonista a Roberto Herlitzka (ex aequo con Alessio Boni, Fabrizio Gifuni, Luigi Lo Cascio e Andrea Tidona per La meglio gioventù)
  - Candidatura Regista del miglior film a Marco Bellocchio
  - Candidatura Migliore sceneggiatura a Marco Bellocchio
  - Candidatura Migliore attrice protagonista a Maya Sansa
  - Candidatura Migliore fotografia a Pasquale Mari
  - Candidatura Migliore scenografia a Marco Dentici
  - Candidatura Miglior montaggio a Francesca Calvelli
  - Candidatura Migliore sonoro in presa diretta a Gaetano Carito

- 2004 - Globo d'oro
  - Migliore attrice a Maya Sansa
  - Candidatura Miglior film a Marco Bellocchio
  - Candidatura Miglior regista a Marco Bellocchio
  - Candidatura Migliore sceneggiatura a Marco Bellocchio
- 2004 - Ciak d'oro
  - Migliore attrice protagonista a Maya Sansa[15]
  - Migliore sonoro in presa diretta a Gaetano Carito[15]
- 2003 - European Film Awards
  - Premio FIPRESCI a Marco Bellocchio
- 2003 - Mostra internazionale d'arte cinematografica
  - Premio per un contributo individuale di particolare rilievo per la sceneggiatura a Marco Bellocchio
  - Premio CinemAvvenire - Miglior film a Marco Bellocchio
  - Piccolo Leone d'oro a Marco Bellocchio
  - Premio Pasinetti - Miglior attore a Roberto Herlitzka
  - Premio Pasinetti - Miglior attrice a Maya Sansa
  - Candidatura Leone d'oro a Marco Bellocchio
- 2004 - Italian Online Movie Awards
  - Miglior film italiano (ex aequo con Non ti muovere)

## Midquel
Nel 2022 Bellocchio gira Esterno notte, opera basata sugli stessi fatti della pellicola del 2003, dapprima distribuito al cinema sotto forma di due lungometraggi e poi trasmesso come miniserie televisiva. Tale midquel si concentra sui risvolti politici e sulle reazioni delle istituzioni e dei conoscenti di Moro, interpretato questa volta da Fabrizio Gifuni.